# Banham
Banham är en ort och civil parish i Storbritannien.   Den ligger i grevskapet Norfolk och riksdelen England, i den sydöstra delen av landet, 130 km nordost om huvudstaden London. Banham ligger 48 meter över havet och antalet invånare är 1 443.
Terrängen runt Banham är platt. Runt Banham är det ganska tätbefolkat, med 111 invånare per kvadratkilometer. Närmaste större samhälle är Attleborough, 7,4 km norr om Banham. Trakten runt Banham består till största delen av jordbruksmark.